# Daverson Franzoi
Daverson Franzoi, soprannominato Dadá (San Paolo, 3 aprile 1975), è un ex giocatore di calcio a 5 brasiliano naturalizzato italiano, campione europeo con la nazionale italiana nel 2003.

## Carriera

### Club
Formatosi sportivamente in Brasile, ha militato nell'Eurosport, nel Corinthians e nel Pontagrossa. Trasferitosi successivamente in Europa, ha giocato nel Pituras Lepanto Zaragoza e nel Talavera. Il trasferimento in Italia lo ha portato dapprima nel Torino, successivamente nel Genzano ed infine nella Lazio.

### Nazionale
In possesso del doppio passaporto, Franzoi fu il primo oriundo - insieme al compagno di squadra Tadeu Veronesi - a giocare con la nazionale italiana. Debuttò il 12 febbraio 1998 a Genzano di Roma nell'incontro vinto dagli azzurri per 5-4 contro la Rep. Ceca. In totale ha giocato 45 presenze e 26 reti con l'Italia.

## Palmarès

### Club
- Campionato italiano: 2
Torino: 1998-99
Genzano: 1999-00
- Coppa Italia: 1

Lazio: 2002-03
- Supercoppa italiana: 1
Torino: 1998
- Campionato di Serie A2: 1
Cinecittà: 2005-06

### Nazionale
- Campionato d'Europa: 1
Italia: 2003